# Бернштадт-на-Айгене
Бернштадт-на-Айгене (нем. Bernstadt a. d. Eigen, в.-луж. Bjenadźicy) — город в Германии, в земле Саксония. Подчиняется административному округу Дрезден. Входит в состав района Гёрлиц. Подчиняется управлению Бернштадт/Шёнау-Берцдорф. Население составляет 3766 человек (на 31 декабря 2010 года). Занимает площадь 51,89 км². Официальный код  —  14 2 86 020.
Коммуна подразделяется на 8 городских округов.